# موش‌مرغ سرخ‌چهره
موش‌مرغ سرخ‌چهره(نام علمی: Urocolius indicus) نام یک گونه از سرده دم‌پنج‌پره است.